# Длинный курган

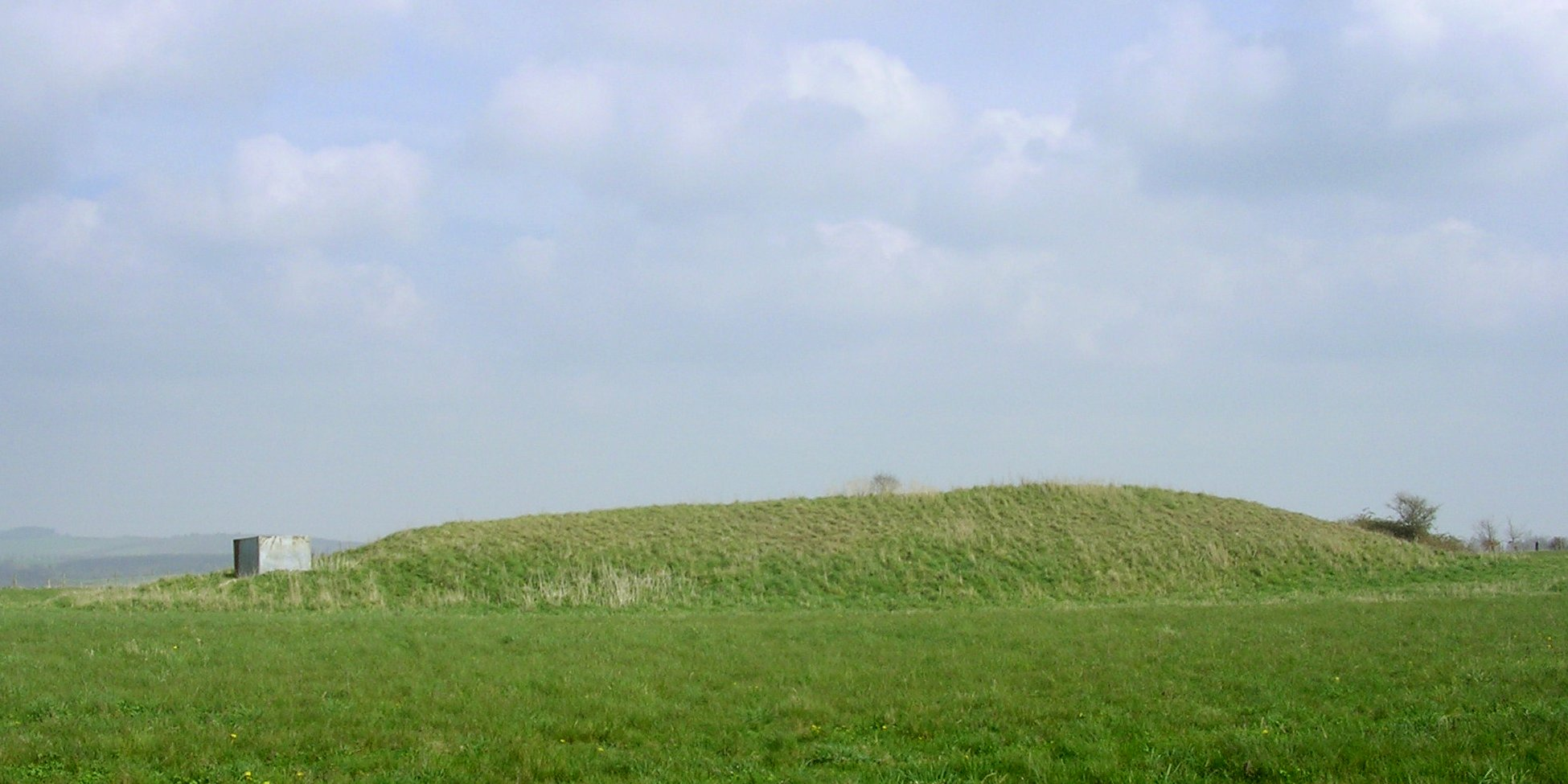
Длинный курган в Гасседж-Даун (Gussage Down), Дорсет, Великобритания

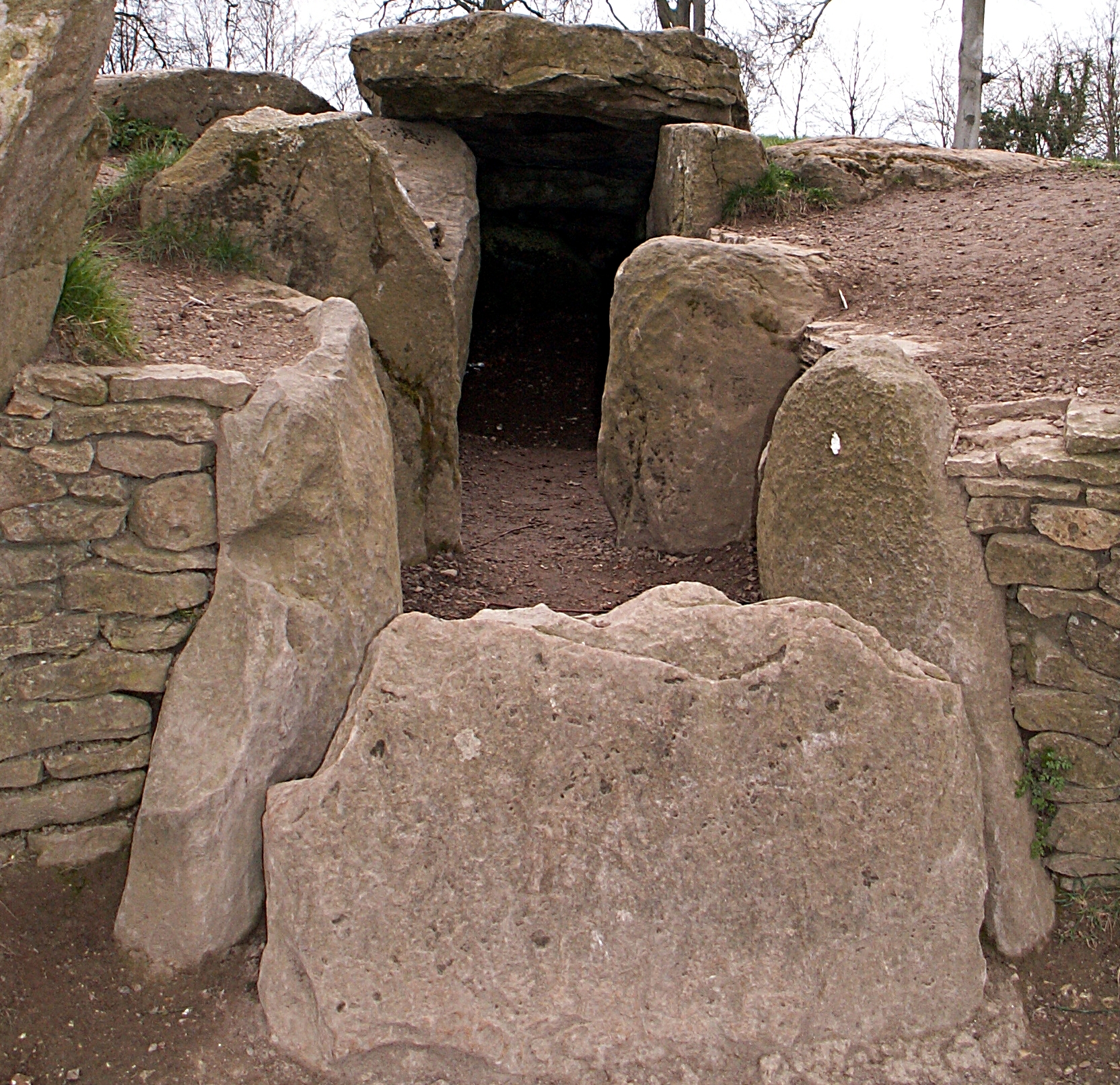
Портал в гробницу Уэйлендз-Смайти, Оксфордшир, Великобритания; см. Северн-Котсуолдские гробницы

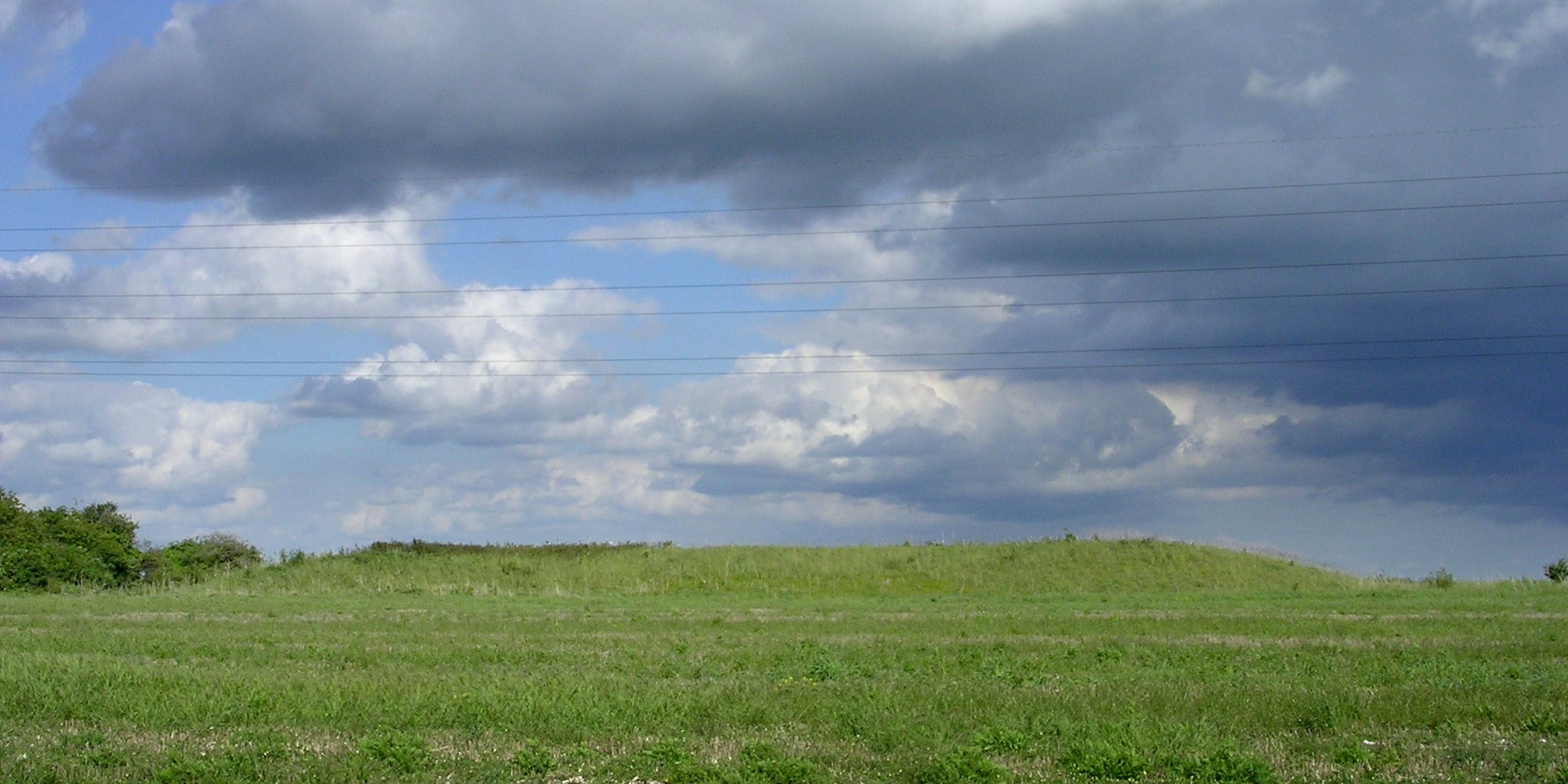
Гранс-Барроу, Тойд-Даун, Хэмпшир, Великобритания

Длинный курган (буквальный перевод с англ. long barrow; термин, который в европейской археологический литературе нередко используется без перевода) — характерный исторический монумент эпохи раннего неолита. Это обычно прямоугольные или трапециевидные курганы, представлявшие собой коллективные погребения.
Большое количество (около 300) длинных курганов обнаружено на территории Великобритании.
Термин «курган» на южноанглийском диалекте означает земляной курган и был принят в качестве научного термина для обозначения таких памятников английским антикваром 17 века Джоном Обри.
Длинные курганы также типичны для культур северной Европы 1 тыс. до н. э., таких, как кельты, славяне и балты.